# Paratachycines uenoi
Paratachycines uenoi är en insektsart som först beskrevs av Yamasaki 1969.  Paratachycines uenoi ingår i släktet Paratachycines och familjen grottvårtbitare. Inga underarter finns listade i Catalogue of Life.